# Harmothoe ingolfiana
Harmothoe ingolfiana är en ringmaskart som beskrevs av E. Ditlevsen 1917. Harmothoe ingolfiana ingår i släktet Harmothoe och familjen Polynoidae. Inga underarter finns listade i Catalogue of Life.